# Los discípulos de Emaús (Milán)
Los discípulos de Emaús es un óleo sobre lienzo de 1606 realizado por el artista italiano Michelangelo di Caravaggio. Se conserva en la Pinacoteca de Brera de Milán. En 1602 el artista hizo una primera versión del mismo tema, que se encuentra en la National Gallery de Londres.

## Análisis
La obra se emprendió en 1606 para el marqués Patrizi. Fue pintada, con toda probabilidad, durante la huida de Caravaggio de Roma, pues estaba acusado de asesinar a Ranuccio Tomassoni en un duelo. Como ese tipo de enfrentamientos estaban prohibidos, tanto los acompañantes de Tomassoni como los del pintor dijeron que se trataba de una pelea callejera por una apuesta. 
Todos estos acontecimientos dejarán su impronta en la obra de Caravaggio, pues este cuadro tiene muchos de los rasgos estilísticos del período: reducción de naturalezas muertas, los rostros adquieren la cualidad de parecer casi espectros en las sombras y se transforman en vivos retratos de los sentimientos y las energías.
El tema está basado en el evangelio de Lucas capítulo 24 y es muy representado en el arte desde el Renacimiento, con ejemplos de Tiziano, Rembrandt o Matthias Stom.